# Rho2 d'Àries
Rho² d'Àries (ρ² Arietis), també anomenada RZ Arietis, RZ Ari, ρ2 Arietis, 45 Arietis o HD 18191 és una estrella variable de la constel·lació d'Àries, visualment a 20 minuts d'arc al nord-est de ρ3 Arietis. De magnitud aparent mitjana +5,80, es troba a uns 405 anys llum del sistema solar.
ρ² Arietis és una gegant vermella de tipus espectral M6III amb una temperatura efectiva entre 3250 i 3442 K. És una autèntica estrella gegant, similar a 30 Herculis o EU Delphini. El seu radi, calculat a partir de la mesura directa del seu diàmetre angular -9,4 mil·lisegons d'arc-, és 125 vegades més gran que el radi solar. Si estigués en el lloc del Sol, la seva superfície s'estendria més enllà de l'òrbita de Mercuri. Brilla amb una lluminositat equivalent a 328 sols. La brillantor de RZ Arietis varia en 0,4 magnituds, estant catalogada com una variable semiregular de tipus SRB. Existeix un període principal de 56,5 dies i un secundari de 37,7 dies.